# Stand Atlantic
Stand Atlantic é uma banda de pop punk australiana de Sydney, formada em 2014. A banda é composta pela vocalista/guitarrista Bonnie Fraser, guitarrista David Potter, baixista Miki Rich e baterista Jonno Panichi.
O Stand Atlantic ganhou destaque no cenário musical australiano com o lançamento do seu demo EP, A Place Apart em 2015. A banda assinou com a Rude Records em 2017 e lançou um novo single, 'Coffee at Midnight', que recebeu críticas positivas. Eles lançaram um EP, Sidewinder, em setembro de 2017. Seu álbum de estréia, Skinny Dipping, foi lançado em outubro de 2018.
O Stand Atlantic fez turnê com bandas internacionais: One Ok Rock, Waterparks, New Found Glory, State Champs, As It Is, This Wild Life, Neck Deep e Trophy Eyes, além de artistas nacionais como With Confidence, Short Stack e Young Lions.

## História

### Formação, "Breakaway" (2014)
O Stand Atlantic começou em 2014 como uma banda composta por quatro membros, Bonnie Fraser, David Potter, Jordan Jansons (bateria) e Arthur Taak (guitarra). Eles lançaram seu single de estréia, "Breakaway", acompanhado por um vídeo de letras feito por fãs. O single foi gravado no Broken Sound Studios.

### Mudança de formação, A Place Apart e turnês (2014–2015)
O Stand Atlantic começou no estúdio em novembro de 2014, trabalhando no seu demo de estreia, A Place Apart. Durante esse período, Jordan deixou a banda e foi substituído por Jonno. O primeiro single, 'Wasteland', foi lançado em abril de 2015, com o EP completo no final do mesmo mês. O EP foi gravado por Rohan Kumar e mixado por Dave Petrovic (Tonight Alive e Hands Like Houses). A banda fez turnê com As It Is, State Champs e Young Lions durante 2015.

### Turnê e mudança de formação (2016-2017)
Em 2016, a banda fez uma turnê com With Confidence e At Sunset, antes de se juntar ao Cute Is What We Aim For em sua turnê de 10 anos de The Same Old Blood Rush com um álbum New Touch. Também foi anunciado que a banda tocaria no Bondi-Blitz. Eles lançaram um cover de "Break Free", de Ariana Grande, na Ghost Killer Entertainment em junho. Em setembro de 2016, a banda anunciou, através de um post no Facebook, que Arthur havia escolhido sair da banda. O post também incluía notícias de que eles estavam trabalhando em novas músicas com Stevie Knight (With Confidence, Trophy Eyes, Between You And Me) no Electric Sun Studios. A banda começou 2017 em turnê com As It Is.

### Rude Records and Sidewinder (2017–2018)
Em 21 de junho de 2017, a Stand Atlantic anunciou que havia assinado com a Rude Records, tornando-se a primeira banda australiana a fazer isso. A banda anunciou mais tarde naquele dia que seu primeiro single do novo EP, Coffee at Midnight, seria lançado no short.fast.loud do Triple J. naquela noite.
O Stand Atlantic anunciou o EP Sidewinder na semana seguinte, com uma data de lançamento marcada para 15 de setembro de 2017. Em 23 de julho de 2017, o Stand Atlantic lançou o segundo single, 'Mess I Made', através da Revista Hysteria.
Em 27 de julho de 2017, eles anunciaram que apoiariam o New Found Glory em sua turnê '20 Years of Pop / Punk ', tocando em shows esgotados em toda a Austrália.
A banda lançou mais um single antes do lançamento do EP, a faixa-título "Sidewinder" em agosto. O Stand Atlantic foi apresentado na edição de setembro da revista Rock Sound.
O EP alcançou o 31º lugar nas paradas do iTunes durante o dia do lançamento. Em outubro de 2017, a Stand Atlantic anunciou que apoiaria o ROAM em suas turnês na Europa e no Reino Unido, a partir de novembro. Foi anunciado em novembro que o Stand Atlantic apoiaria o Knuckle Puck em sua turnê australiana em janeiro de 2018. O EP do Stand Atlantic, Sidewinder, ficou em 10º lugar entre os 50 melhores álbuns de 2017 da Rock Sound.
Stand Atlantic é destaque como uma das melhores bandas da Kerrang! Em 2018
Foi anunciado no final de fevereiro que o Stand Atlantic tocaria no Festival Slam Dunk no final de 2018.

### Hopeless Records, "Lavender Bones" eSkinny Dipping(2018-2019)
Em 4 de setembro de 2018, a Stand Atlantic anunciou um novo single, "Lavender Bones", que estrearia no Triple J mais tarde naquela noite. O álbum de estréia foi divulgado e Triple J apareceu para postar o nome do álbum, Skinny Dipping. Stand Atlantic anunciou que assinou com a Hopeless Records em 5 de setembro de 2018 e que seu álbum de estréia, Skinny Dipping, seria lançado em outubro de 2018. No dia 2 de outubro, o Stand Atlantic lançou "Lost My Cool", o segundo single de seu álbum de estréia. Stand Atlantic lançou "Skinny Dipping", a faixa-título e terceiro single em 23 de outubro. Ele estreou na Rádio BBC 1. Skinny Dipping foi lançado em 26 de outubro e estreou em #17 nas paradas do iTunes. Em 5 de julho de 2019, o Stand Atlantic anunciou oficialmente Miki Rich como membro permanente da banda, depois de estar em turnê com eles desde 2017.

### Novo single, Hate Me (Sometimes) (2019-presente)
Durante a turnê do Stand Atlantic no Reino Unido / Europa, em agosto de 2019, por meio de novo merch, eles anunciaram um novo single que seria lançado em setembro intitulado 'Hate Me (Sometimes). Eles anunciaram que o single seria lançado na estação de rádio australiana Triple J no dia 16 de setembro. Foi lançado oficialmente em 17 de setembro, acompanhado de um videoclipe. O Stand Atlantic anunciou em 24 de outubro que eles começaram a trabalhar em seu segundo álbum.

## Estilo e influências
Will Cross da Rock Sound escreveu: "o trio criou um EP que é garantido, acessível e adequadamente brilhante". Caitlin Olsen, da amnplify, escreveu: "o EP volta ao pop punk de meados dos anos 2000 com um toque alternativo contemporâneo. apertado, é comovente."
A banda declarou influências de bandas e artistas como Blink 182, The Story So Far, Justin Bieber, Silverchair, The 1975, and Moose Blood.

## Membros

### Membros atuais
- Bonnie Fraser - vocal e guitarra (2014 – presente)
- David Potter - baixo (2014–17), guitarra (2017 – presente)
- Jonno Panichi - bateria (2015-presente)
- Miki Rich - baixo (2019-presente, membro em turnê 2017-19)

### Ex-Membros
- Arthur Taak - guitarra (2014-16)
- Jordan Jansons - bateria (2014)

### Membros de turnê
- Ethan Mestroni - bateria (2014-15)
- Will Robinson - guitarra (2016-17)

## Discografia

### Álbum de estúdio
- Skinny Dipping (2018)

### EPs
- A Place Apart (2015)
- Sidewinder (2017)

### Singles
- Breakaway (2014)
- Wasteland (2015)
- Coffee at Midnight (2017)
- Mess I Made (2017)
- Sidewinder (2017)
- Lavender Bones (2018)
- Lost My Cool (2018)
- Skinny Dipping (2018)
- Hate Me (Sometimes) (2019)

### Clipes
- Wasteland (2015)
- Coffee at Midnight (2017)
- Sidewinder (2017)
- Chemicals (2018)
- Lavender Bones (2018)
- Lost My Cool (2018)
- Toothpick (2019)
- Hate Me (Sometimes) (2019)